# Hada Béjar
Hada Béjar Fernández (23 de febrero de 1931; Cuba - 28 de febrero de 2014) fue una primera actriz cubana, radicada en Estados Unidos. Fue hija de actores de teatro, José María Béjar y Beatriz Fernández Llaneza, que además fue una connotada directora del Cuadro de Comedias, de Radio Cadena de Oriente, en Santiago de Cuba en la década de los años 1940 - 1950. 

## Carrera
Su primera participación fue a los 40 días de nacida, interpretando al "Niño Jesús" en una obra de teatro junto a su madre, en el papel de "María, madre de Jesús". Sus hermanos fueron Teresa "Teté" Béjar Fernández, Carmen Béjar Fernández, Armando Béjar Fernández y Víctor Béjar Fernández. 
Posteriormente, trabajó en la Cadena Oriental de Radio y a la edad de nueve años en Radio Álvarez, CMBX. Fue una de las primeras pioneras en actuar en la televisión de Cuba desde su fundación en el año 1950 por Gaspar Pumarejo. 
En el año 1952, tuvo la oportunidad de hacer cine con la actriz Rita Montaner. Fue protagonista de la telenovela cubana Una luz en el camino. Trabajó en el Patronato del Teatro. Salió al exilio en el año 1965 vía México, donde trabajó en la película mexicana filmada al año siguiente que fue en 1966 El derecho de nacer basada en la novela del escritor cubano Félix B. Caignet junto a Aurora Bautista, Julio Alemán, Irma Serrano, Roberto Cañedo, Eusebia Cosme, entre otros.
Luego, se mudó a Estados Unidos donde participó en gran cantidad de puestas teatrales. Ha participado en diversas obras como Diálogos de Carmelitas, La dama del alba, La dama de las camelias, Anillos para una dama, Té y simpatía, ¿Por qué corres, Ulises?, Un espíritu burlón y Hamburguers y sirenazos. 
Fue fundadora de Radio Fe, en Miami. Trabajó en Radio Paz, donde además de actuar, escribía guiones. Actuó y escribió para WRHC Cadena Azul cuatro novelas radiofónicas como Más allá del horizonte, radiada en 1976, donde actuaron Alfonso Cremata, Salvador Ugarte y Gabriel Casanova. Comenzó a escribir en el año 1972, publicando novelas cortas.
Ha escrito para radios "Grandes amores de la historia", "Grandes figuras de la historia". Escribió la telenovela puertorriqueña Coralito, protagonizada por Sully Díaz y Salvador Pineda. Además, escribió el argumento de la telenovela Tanairí.  
También ha actuado para telenovelas en Miami como Guadalupe, Morelia, Luz María, Gata salvaje y Ángel rebelde. Grabó en Miami Estampas navideñas. 
Hada Béjar murió en Miami, Florida, el 28 de febrero de 2014 después de una larga batalla contra el cáncer.